# 심만삼
심만삼(중국어: 沈萬三, 1330년 ~ 1379년)은 원나라 말기와 명나라 초기 강남 최고의 대부호였다. 중국 역사상 10대 거부에 손꼽힌다. 중국 부호들의 상징이다.
본명은 심부(沈富)이며, 자는 중영(仲榮)이다. 절강(浙江) 오흥(吳興)（현재의 후저우(湖州)시）출신이다.

## 가계
- 부 : 심우(沈祐) - 원나라 중대부
  - 동생 : 심만사(沈萬四)
    - 아들 : 심무(沈茂)
    - 아들 : 심왕(沈旺)
      - 손자 : 심지(沈至)
      - 손자 : 심장(沈庄)

    - 아들 : 심영(沈榮)
      - 손자 : 심삼(沈森)

- -     -       -         - 후손 : 심본익 - 심만삼 가문의 대저택 심청(沈厅) 완성

## 생애
원나라 말기와 명나라 초기에 중국에서 최고로 유명한 대부호 집안이었던 심만삼(沈萬三) 가문이 저우장(주장, 周庄)을 건설하고 발전시켰다. 명사(明史)에는 주원장이 명나라를 건국할 때, 심만삼의 재력의 도움을 받아, 서수휘, 진우량, 장사성 등의 세력을 격파했다고 나온다. 심만삼이 개인 출자로 난징(남경, 건업) 성벽을 쌓고 군대를 포상하는 주제넘은 짓을 하여, 결국 주원장의 미움을 사서 운남으로 귀향을 가게 되었다고 나온다. 심만삼 가문의 대저택 심청(沈厅)은 그의 자손 심본익이 청나라 건륭제 7년(1742년)에 건조한 것이다.
저우장(주장, 周庄)에는 심만삼(沈萬三, 沈万三)의 이름을 딴 것들이 많다. 저우장의 명물 요리인 만삼제(万三蹄)도 심만삼의 유명세를 이용한 요리들 중의 하나이다. 심만삼(沈万三)과 만삼제(万三蹄)는 중국인들에게 '최고의 부(富)'의 상징이다. 또한, 저우장(주장, 周庄)에는 '십찰해'라는 곳이 있는데, 심만삼이 천만냥의 은을 캐낸 곳이라고 한다. 또한, 저우장(주장, 周庄)의 수로(水路)를 심만삼(沈萬三)의 성씨를 따서 '심수로(沈水路)' 라 부르고, 여기에는 심만삼의 수릉(水陵)도 있다. 그러나, 저우장(주장, 周庄)의 대장주였던 재물의 신(財神) 심만삼(沈萬三)과 그의 자손들이 저우장(주장, 周庄)과 강남 지역을 중심으로 대대로 부귀영화를 누린 것만은 아니다.
심만삼은 중국 원(元)말 명(明)초 시기 강남 지역(양쯔강 이남 장쑤성, 안후이성, 저장성 등을 포함)에서 활동하던 거부다.
그는 명나라 초기부터 부자의 대명사로 이름을 알렸는데 항간의 소문에 의하면 재산이 명나라 전체 예산보다도 많았다고 하니 명나라 대표 부자라고 해도 손색이 없었다.
심만삼은 원나라 말기 때 상하이(上海)와 난징(南京)에서 곡물, 비단, 도자기 등 각종 특산품을 거래하며 부를 쌓았다. 내란이 극심 해지기 시작한 원나라 말, 심만삼은 당시 민중봉기 활동의 주역인 주원장(朱元璋)의 리더쉽과 카리스마를 알아보고 그를 적극적으로 지원했다.
‘명사(明史)’ 기록에 따르면 심만삼은 서예 작품을 모으는 걸 좋아했는데, 글쟁이가 한 편의 문장을 써오면 은 20량을 주었다고 한다. 당시로선 꽤나 파격적인 거래가였던 것이다. 이 소문을 들은 명나라에서 글깨나 쓴다는 사람들이 모두 그의 집 앞에 모여 자신의 작품을 팔기 위해 진을 쳤다고 한다.
심만삼은 나랏일에도 재정 지원을 아끼지 않았다. 명태조(明太祖) 주원장이 난징성을 건축할 때 그는 선뜻 자신의 재산을 내어 홍무문(洪武门)에서 수서문(水西门)이르는 10km 이상의 성벽을 쌓는 공사를 완성시켰는데 기록에 따르면 전체 공사비 중 3분의 1에 가까운 금액을 부담했다.
명나라 문학가 전예형(田艺蘅)이 쓴 ‘유청일지(留青日札)’에 따르면 주원장이 군의 사기를 진작시키고자 전군에 대한 포상을 고민하고 있을 때 심만삼이 금전적인 비용을 부담하겠다는 상소를 올렸다.
그러자 주원장은 “아무리 자네가 대부호라고 할지라도 짐의 군대가 백만인데 어떻게 다 감당할 수 있는가?”라며 심만삼에게 되물었다. 이에 심만삼은 “병사 한 명당 은 1량씩 하사 하신다면 큰 문제가 되지 않습니다”라며 호탕하게 대답했다고 한다.
심만삼이 강남지역에서 장사를 해 부를 축적한 건 사실이지만 어떤 계기로 그렇게 큰 부를 얻었는지에 대해선 아직도 명확한 기록이 없다. 한 기록에 따르면 그는 원나라 오강(吴江) 일대에 육덕원(陆德源)이라는 부자의 비서로 재산관리를 맡았다.
훗날 육덕원은 속세의 덧없음을 깨닫고 여행을 떠나면서 자신의 모든 재산을 심복인 심만삼에게 넘겨줬는데 이를 기반으로 하루 아침에 강남 최고의 부자가 됐다는 얘기다.
이 같은 명나라 최고 부자의 최후는 쓸쓸했다. 그가 명나라 초기에 남경성을 건축한 공으로 주원장은 그 두 아들을 황실의 고위관리로 임명했는데 훗날 두 아들이 비리사건에 연루돼 심만삼은 운남(云南)으로 두 아들은 차오저우(潮州)로 귀양을 갔다. 물론 그의 재산은 모두 몰수됐다.
하지만 그에게 더 큰 불행이 엎친 데 덮친 격으로 찾아왔다. 심만삼의 증손과 사위가 반란사건(남옥사건)에 연루돼 일가 전체가 몰살을 당한 것이다. 그는 비록 죽음은 면했지만 다시 재기할 희망도 포기한 채 운남에서 쓸쓸한 여생을 보내다 굶어 죽었다고 한다.

심만삼이란 이름은 중국에선 부자의 상징으로 통한다. 지금도 강소, 절강, 복건 등 지역에서는 보통 돈 많은 사람을 ‘심만삼’이라고 비유하는 습속이 여전히 남아있다.— 봉황망코리아 차이나포커스 <중국부자열전 - 4편> 중국 부자의 상징 ‘심만삼(沈万三)’

## 같이 보기
- 저우장 진
- 주원장
- 서수휘
- 진우량
- 장사성
- 난징시
- 십찰해

## 참조
- 《명사》
- 《인물중국사》

1. ↑  대륙의 거상 - 김영수 지음
2. ↑  매일경제 봉황망코리아 차이나포커스 <중국부자열전 - 4편> 중국 부자의 상징‘심만삼(沈万三)